# Сан-Сіро (провінція Комо)
Сан-Сіро (італ. San Siro) — муніципалітет в Італії, у регіоні Ломбардія, провінція Комо.
Сан-Сіро розташований на відстані близько 530 км на північний захід від Рима, 70 км на північ від Мілана, 32 км на північний схід від Комо.
Населення — 1754 особи (2014).

## Демографія
Станом на 1 січня 2023 року в муніципалітеті офіційно проживали 84 іноземці з 30 країн, серед них 32 громадяни країн Євросоюзу та 9 громадян України.

## Сусідні муніципалітети
- Беллано
- Кремія
- Дервіо
- Менаджо
- Перледо
- Плезіо